# Сражение при Кальяо
Сражение при Кальяо (анг. Battle of Callao) — последнее сражение между испанскими и перуанскими войсками во время Первой тихоокеанской войны. Произошло 2 мая 1866 года между испанским флотом под командованием адмирала Касто Мендеса Нуньеса и укрепленными батареями перуанского портового города Кальяо.
В ходе Первой тихоокеанской войны испанский адмирал Мендес Нуньес решил принять карательные меры против южноамериканских портов. Его первой целью стал незащищенный чилийский порт Вальпараисо, где испанцы обстреляли город и уничтожили чилийский торговый флот. После этого Мендес Нуньес направился со своим флотом к хорошо защищенному перуанскому порту Кальяо.
25 апреля испанский флот подошёл к Кальяо, имея в своём составе 7 боевых и 7 вспомогательных кораблей, вооруженных 252 орудиями, большинство из которых (126 штук) были 68-фунтовые пушки. Испанские корабли включали бронированный «Нумансия» и паровые фрегаты «Реина Бланка», «Ресолюсьон», «Беренгела», «Вилья-де-Мадрид», «Альманса» и корвет «Венседора». Это был один из самых грозных флотов, которые к тому времени собирались в водах южноамериканского Тихого океана. За боем наблюдали американские, британские и французские корабли.
Перед сражением президент Перу Мариано Игнасио Прадо постарался мобилизовать военных и горожан против противника. Мощные форты и батареи в Кальяо были усилены пятью тяжелыми 22-тонными нарезными орудиями Блейкли британского производства. Кроме того, четыре 300-фунтовые орудия Армстронга были размещены в двух бронированных башнях, Хунин и Ла-Мерсед, защищенных железным поясом толщиной 10 см. Орудия Армстронга и Блейкли были самыми мощными орудиями того времени. Кроме того, перуанцы имели два прибрежных монитора, а также пехоту и кавалерию.

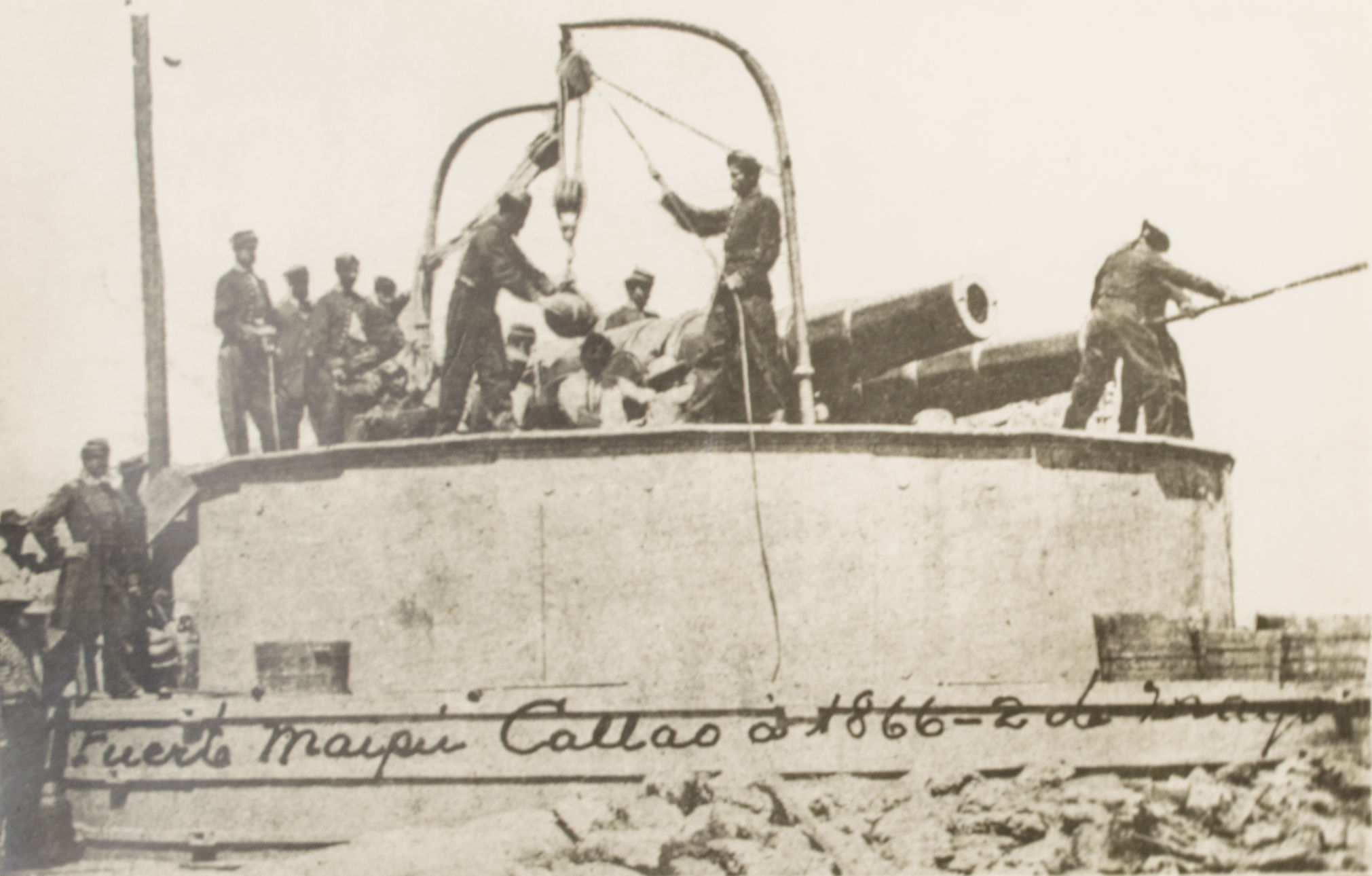
Бронированная башня, вооруженная двумя 300-фунтовыми орудиями Армстронга.

В 10:00 испанский флот вошёл в бухту и сформировал две боевые линии. «Нумансия», один из крупнейших бронированных кораблей того времени, вышел вперед и в 11:50 открыл огонь по обороне противника. Вскоре после этого перуанский форт Санта-Роза открыл ответный огонь и после достаточно продолжительной пристрелки поразил «Нумансию», ранив испанского адмирала Мендеса Нуньеса. Корабль, однако, не пострадал благодаря броне. Перуанское 450-фунтовое орудие Блейкли в результате сильной отдачи сошло с рельсов.
Тем временем испанский фрегат «Вилья-де-Мадрид» был поражен 450-фунтовым снарядом Блейкли, в результате чего 35 человек пострадали и были уничтожены его котлы. Корабль пришлось выводить из боя корветом «Венседора», при этом он произвел более 200 выстрелов по перуанским фортам во время манёвра. Паровой фрегат «Беренгела», с пробитым бортом у ватерлинии 300-фунтовым снарядом Армстронга, также был вынужден отступить. Он заставил замолчать все орудия Армстронга бронированной башни Хунин. Кроме того, в 14:30 фрегат «Альманса» также был поражен выстрелом, в результате чего погибли 13 членов экипажа и произошел взрыв в крюйт-камере, что вынудило её отступить. Через полчаса, произведя необходимый ремонт, он вернулся на свои позиции и возобновил огонь по перуанцам.

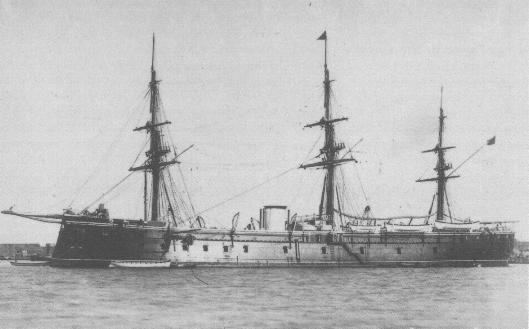
Броненосец «Нумансия».

Испанский выстрел с «Реины Бланки» попал в бронированную башню Ла-Мерсед, разрушив её и убив и ранив 93 человека, в том числе министра обороны Перу Хосе Гальвеса. Батарея Чакабуко потеряв несколько пушек и большое количество добровольцев, так же как и форты Санта-Роза и Пинчича. Кроме того, полностью замолчали батареи Майпу и Индепенденсия. Перуанцы понесли тяжелые потери в личном составе, так как пехота и кавалерия, расположенная возле фортов, чтобы предотвратить предполагаемую попытку высадки испанцев, постоянно подвергалась плотному артиллерийскому обстрелу с испанских кораблей.
В 16:00, после отражения атаки небольшого перуанского флота под командой Лисардо Монтеро, который дважды приближался к испанцам, только 12 или 14 орудий форта Санта-Роза отвечали на огонь испанцев. Один из их выстрелов попал в «Реину Бланку», убив 8 человек и ранив капитана Топете. К 17:00 только три орудия Санта-Розы вели огонь по испанцам. Тяжелораненый адмирал Мендес Нуньес приказал флоту прекратить огонь и выйти из боя. Испанские корабли, получившие тяжелые повреждения, оставались в течение нескольких дней у острова Сан-Лоренсо, производя ремонт.
Обе стороны заявили о своей победе. Испанская экспедиция в Тихом океане официально завершилась в 1868 году, но мир не был подписан до 1879 года.